# Statskundskab
Statskundskab eller politologi (græsk for "læren om staten"; engelsk: political science) er en disciplin, der dækker over de samfundsvidenskabelige områder offentlig politik og forvaltning, komparativ politik, politisk teori samt international politik, herunder politisk indflydelse, politisk beslutningstagen, det politiske system, offentlig ret og økonomi.

## Emner
Statskundskab har til formål at skaffe indsigt i (og forståelse af) staters forhold,
- dels forholdet mellem stater indbyrdes (international politik),
- dels staters indre forhold (Samfundslære).

Udgangspunktet herfor er fastlæggelse af statens egenart eller, sagt med andre ord, statsorganismens sammensætning og afgrænsning. Man kan i hovedsagen skelne mellem følgende grund- eller arketyper:
- bystaten,
- nationalstaten,
- forbundsstaten,
- imperiet.

Del- eller underområder i statslegemet kan tilsvarende underinddeles efter deres forhold (fx graden af handlefrihed) i forhold til centralstyret.

### International politik
Forholdet mellem stater indbyrdes kan belyses på tre niveauer:
- systemniveau,
- statsaktørniveau,
- beslutningstagerniveau.

Ved systemniveau forstås de overordnede sammenhænge eller magtstrukturer – samvirker eller omvendt modsætninger – som stater eller grupper af stater ordner sig og indgår i. Eksempelvis kan verden inden 2. verdenskrig betegnes som oligopolær, idet flere stormagter (England, Frankrig, Tyskland, Italien, Sovjetunionen, Japan, USA) medvirkede til at sætte den politiske dagsorden. Derimod kunne verden under "den kolde krig" betegnes som bipolær, idet USA og SSSR stod som ledere af hver sin statspolitiske "blok" og over for hinanden i et modsætningsforhold, mens andre lande enten sluttede sig til den ene af blokkene eller spillede disse ud mod hinanden.
Ved statsaktørniveauet forstås staternes holdninger og handlinger i internationale (af "inter" = mellem og "national" = stat) spørgsmål, fx en konflikt eller en krig – eller omvendt samvirke for at løse fælles problemer.
Ved beslutningstagerniveau forstås de ledende statsfolks måde (baggrund for) at træffe valg og beslutninger på, blandingen af statslige og personlige motiver (herunder erfaringer og personlige holdninger).

### Samfundslære
Staternes indre forhold omfatter blandt andet:
- styreformer (statens overhoved(er) eller mangel på samme),
- myndigheder (offentlig forvaltning, embedsvæsenets indretning),
- lovgivnings- og beslutningsmagt, herunder beslutningstagerprocessers forløb (i regering og/eller folkevalgt forsamling),
- befolknings indflydelse på statsstyrelsen (herunder ved valg og debatter) og deres bevæggrunde (fx i form af vælgerundersøgelser),
- borgerrettigheder (for samfundets undersåtter),
- økonomisk system,
- politiske ideologier eller tankesæt om samfundets indretning og værdiernes forvaltning,
- retspleje.

## Statskundskabsteori
Over for de undersøgelser, der vedrører faktisk forekommende begivenheder, står sådanne, som angår de teoretiske rammer for de værdipræmisser, der lægges til grund for statsindretningen i alle dens former.

## Uddannelse
Som selvstændig videnskabelig disciplin har international politik eksisteret siden Versailles-konferencen i 1919, hvor det blev besluttet at oprette institutter på området i USA og Storbritannien. Det var dog først efter 2. verdenskrigs afslutning, at studiet udviklede sig til en accepteret akademisk disciplin, der i teori- og metodevalg klart afgrænsede sig fra beslægtede humanistiske fagområder. Hermed blev faget knyttet til de øvrige samfundsvidenskabelige fagområder, der – bort set fra de gamle fag jura og økonomi – ligeledes etableredes i løbet af 1960’erne. Karakteristisk for samfundsvidenskaben er modelbygning og anvendelsen af teorier, der sigter mod at forklare lovmæssigheder.

### Statskundskabsuddannelse i Danmark
Danmarks første uddannelse i statskundskab, hvor international politik var et selvstændigt element i uddannelsen, blev oprettet i 1959, hvor Institut for Statskundskab (Aarhus Universitet) blev etableret.
Den, som har en kandidatgrad i statskundskab fra et dansk universitet, kan kalde sig cand.scient.pol. Titlen cand.adm.pol. brugtes også i en årrække, men tildeles ikke længere. En statskundskabsstuderende kaldes stud.scient.pol., mens en bachelorgrad i statskundskab kaldes en B.Sc.pol.
I Danmark udbydes statskundskabsuddannelsen på Københavns Universitet, Aarhus Universitet og Syddansk Universitet i Odense, og en uddannelse herfra giver titlen cand.scient.pol. Der udbydes dog på Roskilde Universitet og Aalborg Universitet nært beslægtede uddannelser i forvaltning (RUC) og Politik & Administration (AAU). Kandidater uddannet herfra får titlen cand.scient.adm..

### Oversigts- og introduktionslitteratur
- Birthe Hansen og Carsten Jensen (red.)(1998): Grundbogen i statskundskab; Akademisk Forlag
- Suenson, Emil mfl (2016): Statskundskab i praksis. Karnov
- Københavns Universitetsbiblioteks LibGuide til politologi Arkiveret 13. januar 2014 hos  Wayback Machine

### Statskundskabens hovedværker
- Aristoteles (1999): Statslære. Gyldendal, oversat af William Norvin og Peter Fuglsang.
- Augustin (2002): Om Guds stad. Aarhus Universitetsforlag. Oversat til dansk og med forord og kommentarer af Bent Dalsgaard Larsen
- Hobbes, Thomas (2015): Leviathan – eller materie, form & magt i et almenvel civilt og kirkeligt. Informations Forlag, oversat til dansk af Claus Bratt Østergaard
- Lenin, V. L. (2021): Staten og revolutionen. Forlaget Marx
- Locke, John (1996): Anden afhandling om styreformen, Det lille Forlag, oversættelse, indledning og noter ved Niels Henningsen
- Marx, Karl (1970): Kapitalen - kritik af den politiske økonomi, bind 1-3. Rhodos, oversat af Kjeld Ø. Nielsen
- Marx, Karl & Friedrich Engels (2014): Det kommunistiske manifest. Den tyske ideologi. Det lille forlag, oversat af Sven Brüel og Peter Thielst
- Platon (1999): Staten. MTF
- Rousseau, Jean-Jacques (2007): Samfundskontrakten. DLF. Oversat af Mogens Chrom Jacobsen
- Smith, Adam (2014): Nationernes Velstand I-II; Informations Forlag. Oversætter Claus Bratt Østergaard
- Tse-Tsung, Mao (1966): Om nyt demokrati. Futura

### Introduktioner til vigtige teoretikere
- Götke, Povl (1997): Niklas Luhmann, Forlaget Anis
- Harrits, Gitte Sommer (2017): Pierre Bourdieu. Djøf
- Holm, Andreas Beck (2015): Karl Marx. Roskilde Universitetsforlag
- Holm, Andreas Beck (2019): Althusser. Djøf
- Jacobsen, Michael Hviid (2021): Erving Goffman. Djøf
- Laustsen, Carsten Bagge & Mikkel Thorup (2014). Thomas Hobbes. Djøf
- Nygaard, Bertel (2017): Vladimir Lenin. Djøf

### Statens og den politiske teoris idehistorie
- Thorup, Mikkel (2015). Statens idéhistorie. Aarhus: Aarhus Universitetsforlag

### Krig
- Harste, Gorm (2016). Kritik af krigens fornuft, AU FORLAG

### Statsteori
- Pedersen, Ove Kaj (2014). Konkurrencestaten. Hans Reitzels Forlag
- Pedersen, Ove Kaj (2017). Markedsstaten. HRF

### Demokrati
- Mogens Herman Hansen: Demokrati som styreform og som ideologi, Museum Tusculanums Forlag, 2010. ISBN 9788763534932
- Mogens Herman Hansen: Demokratiets historie fra oldtid til nutid, Museum Tusculanums Forlag, 2012. ISBN 9788763538954
- Rune Lykkeberg: Alle har ret - demokrati som princip og problem, Gyldendal 2012